# Амарант белый
Амара́нт бе́лый, или щири́ца белая (лат. Amaránthus álbus), — однолетнее растение, вид рода Амарант (Amaranthus) семейства Амарантовые (Amaranthaceae).

## Ботаническое описание

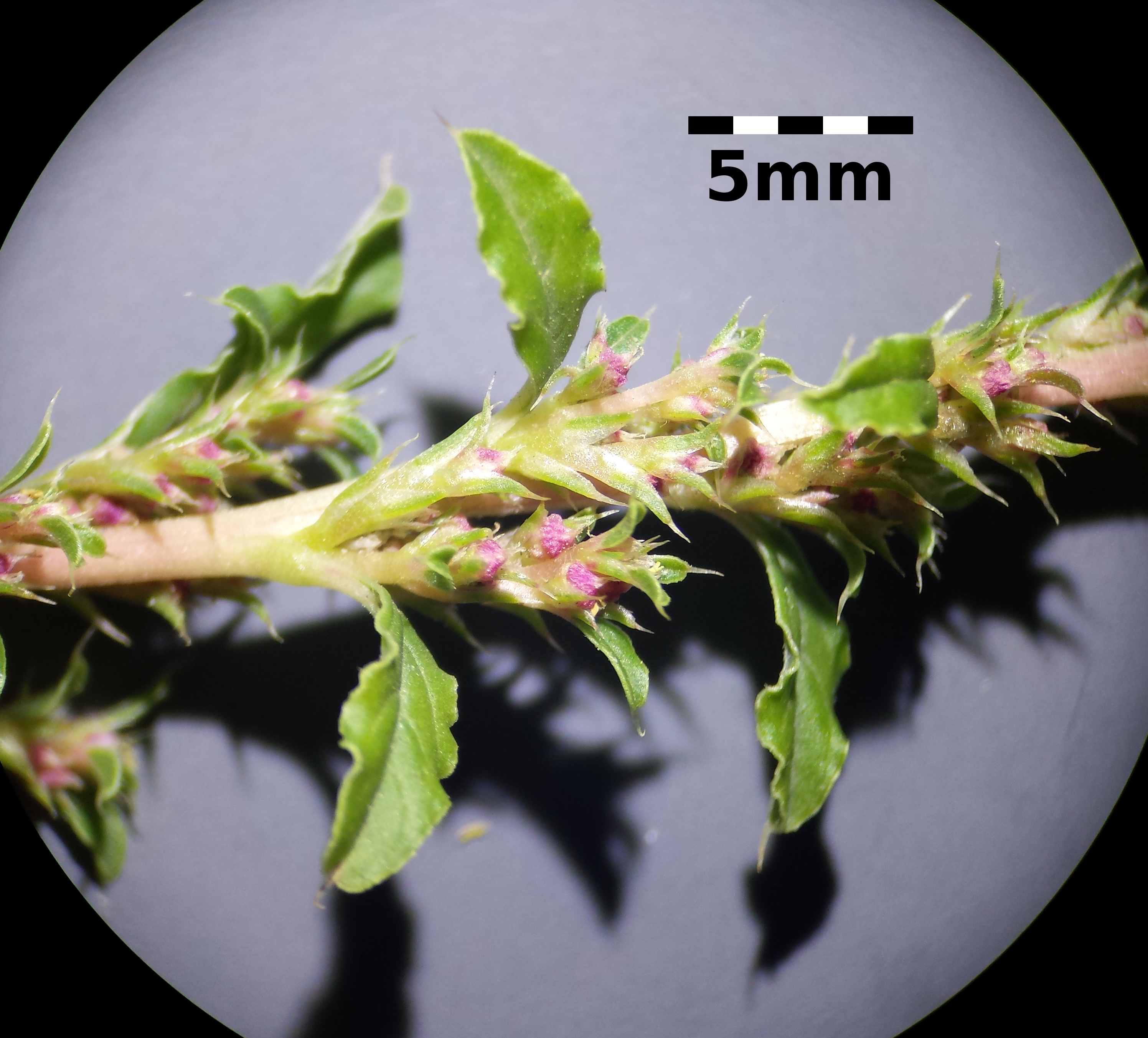

Однолетнее травянистое растение с сильно ветвистыми, прямостоячими, восходящими или приподнимающимися, голыми или щетинистыми, зеленовато-белыми, облиственными стеблями 10—50 см высотой.
Листья на черешках 3—5 мм длиной, обратнояйцевидные до лопатчатых в очертании, 0,5—2 см длиной, голые, в основании клиновидно суженные, на верхушке тупые или с выемкой, с коротким остриём. Край листа немного волнистый.
Цветки собраны в пазухах листьев или на верхушке в короткие колосовидные соцветия. Прицветники и прицветнички шиловидные, 2—2,5 мм длиной, жестковатые, острые. Листочки околоцветника около 1 мм длиной, плёнчатые. Тычиночные цветки продолговатые, тычинки длиннее околоцветника; пестичные — продолговатые или шиловидные, рыльца три.
Плод — односемянная коробочка обратнояйцевидной формы, 1,2—1,5 мм длиной, морщинистая. Семена округлые, двояковыпуклые, с острым краем, 0,7—1×0,6—0,8 мм. Поверхность семян блестящая, голая, гладкая, чёрно-коричневая до чёрной.
Число хромосом — 2n = 32, 34.

## Экология и распространение
Вид происходит из восточной части Северной Америки, занесён во многие умеренные и субтропические регионы мира, где натурализовался. В Европе впервые появился в 1750 году. Обычное растение в городах, по обочинам дорог, на пустырях, по железнодорожным полотнам.
Включено в «Чёрную книгу флоры Средней России».

## Значение и применение
По наблюдениям в Астраханской области лошадьми и крупно рогатым скотом немного поедался, позже не поедался. На Северном Кавказе заготавливался на топливо, в корм скоту не использовался. Пригодно для силосования.
В Камбодже листья используются на корм свиньям, а приготовленные иногда идут в пищу.

## Таксономия и систематика

### Синонимы
- Amaranthus gracilentus H.W.Kung, 1936
- Amaranthus graecizans auct.
- Amaranthus graecizans var. pubescens Uline & W.L.Bray, 1894
- Amaranthus pubescens (Uline & W.L.Bray) Rydb., 1912
- Galliaria albida P.Micheli ex Bubani, 1897, nom. superfl.
- Glomeraria alba (L.) Cav., 1803